# Humberto Duarte Fonseca
Humberto Duarte Fonseca (Mindelo, 20 de Novembro de 1916–Lisboa, 1983) foi um cientista Cabo-Verdiano.

## Biografia
Humberto Fonseca nasceu no Mindelo, São Vicente. Era um dos sete filhos de Torquato Gomes Fonseca e Leopoldina Duarte Fonseca. Tendo terminado os estudos liceais, foi convidado para docente do Liceu Gil Eanes em São Vicente, durante uns anos, tendo então ingressado na Faculdade de Ciências da Universidade de Lisboa, onde obteve três graus de licenciatura, todos com nota máxima e distinção: Matemáticas, Geofísica e Engenharia Geográfica. Apesar das excelentes qualificações, a tentativa de encetar uma carreira académica depois de se formar em 1946 foi frustrada, devido ao facto de o seu nome ter sido vetado por questões políticas, resultado das suas actividades como líder da organização estudantil Casa dos Estudantes do Império.
Foi casado com Maria Adélia de Barros Fonseca, com quem teve três filhos, Ana Maria de Barros Duarte Fonseca, José Pedro de Barros Duarte Fonseca e João Filipe de Barros Duarte Fonseca.  Faleceu em Lisboa em 1983.

### Carreira
Em 1948 entrou para o Serviço Meteorológico Nacional e foi colocado, dois anos mais tarde, na sua cidade natal, Mindelo, onde dirigiu o Observatório Meteorológico local. Outros destacamentos levaram-no a Angola, à Ilha do Sal em Cabo Verde e a Lisboa. Foi Bolseiro da Junta de Investigação do Ultramar e da Fundação Calouste Gulbenkian. Foi Chefe do Serviço Meteorológico de Cabo Verde, Sub-Director do Serviço Meteorológico de Angola, Director do Serviço de Geofísica do Instituto Nacional de Meteorologia e Geofísica Português.
Exerceu, entre outras, as seguintes funções: Presidente da Associação Académica da Faculdade de Ciências de Lisboa e da Casa dos Estudantes do Império, Chefe da expedição científica ao Iona, em Angola, e membro da expedição científica à erupção do Pico do Fogo, em Cabo Verde, Delegado de Portugal em Comissões Meteorológicas Internacionais, Presidente da Associação Portuguesa de Criatividade, Director da Revista Inventiva, Membro do Júri Internacional do Salão Internacional de Invenções e Técnicas Novas de Genebra, na Suíça, Membro convidado do Júri Internacional do Salão Internacional de Invenções de Bruxelas e Presidente do Júri Internacional do Salão Mundial de Invenções e Investigação Industrial de Bruxelas.

## Inovação
Para além da carreira profissional, Humberto Fonseca desenvolveu considerável atividade no âmbito da inovação, atividade inventiva, investigação e criatividade em Angola e Portugal, tendo registado mais de uma dezena de patentesque lhe valeram diversos e destacados prémios internacionais. Fundou em 1970 a Associação Portuguesa de Criatividade, que promoveu a participação de inventores em certames internacionais. Foi eleito membro do Júri do Salão Internacional de Inventores de Genebra, Presidente do Júri Internacional do Salão Mundial de Invenções e Investigação Industrial de Bruxelas, e distinguido com o título de cidadão honorário de Bruxelas pelas suas realizações e apoio aos inventores. Recebeu a título póstumo a Medalha de Ouro da cidade de Lisboa. No décimo aniversário da sua morte, realizou-se em Cabo Verde um Seminário dedicado à sua vida e obra e foi homenageado pela câmara do Mindelo, tendo sido atribuído o seu nome a uma rua e a uma escola da sua cidade natal. Das suas pesquisas, dedicou especial atenção aos problemas ambientais das Ilhas de Cabo Verde, levantando questões científicas muito à frente do seu tempo, no âmbito das energias do vento e das ondas .
Em 2006 foi criado em Cabo Verde o Observatório Atmosférico de Cabo Verde: Humberto Duarte Fonseca numa iniciativa bilateral da Alemanha e do Reino Unido.
Em 2011, a Ordem dos Engenheiros de Cabo Verde realizou uma homenagem, a título póstumo, com a exibição de um filme sobre a sua vida e obra

### Patentese Prémios
- Barragem Anemomotriz (1968) - Medalha de Bronze no Salão Internacional de Invenções e Técnicas Novas (SIITN) de Bruxelas;
- Gravímetro Fotoeléctrico de Mercúrio (1969) - Medalha de Ouro com felicitações do júri e Medalha de Honra da cidade de Bruxelas - SIITN Bruxelas;
- Balizador Tangencial (1970) - Medalha de Ouro com felicitações do júri e Taça de Cristal da Boémia - SIITN Bruxelas;
- Teleondâmetro de Impulsos ( 1971) - Medalha de Ouro com felicitações do júri - SIITN Bruxelas;
- Fluxicóptero (1971) - Medalha de Ouro- SIITN Bruxelas;
- Dispositivo de Aceleração da Evaporação de Soluções Salinas para a Indústria do Sal (1978)(co-autoria) - Medalha de Ouro do Salão Internacional de Invenções de Genebra;
- Barragem Ecológica (1978) - Medalha de Ouro do Salão Internacional de Invenções de Genebra;
- Anjo Eólico (1981) (co-autoria) - Medalha de Ouro do Salão Internacional de Invenções de Genebra;

Para além destes prémios recebeu ainda os seguintes prémios nacionais:
1951 - Prémio da Junta de Investigação do Ultramar,
1958 - Prémio de Física do Instituto de Angola;
1971 - Prémio Peixoto Correia da Fundação Cuca;
1972 - 1º prémio do Salão de Invenções da FIL;
1983 - Medalha de Ouro da Cidade de Lisboa;
e os prémios internacionais:
1969 - Medalha de Honra da Cidade de Bruxelas;
1974 - Medalha de Ouro por serviços prestados à Inventiva - Genebra;
1977 - Madalha de Ouro da Câmara Europeia para o Desenvolvimento do Comércio, Indústria e Finanças - Bruxelas;
1978 - Membro Honorário do Syndicat des Chercheurs de França;
1980 - Membro Honorário da Associação Alicantina dos Criativos e Inventores de Espanha.

## Publicações
Referências disponíveis em 
- Fonseca, H. - Algumas notas sobre as chuvas em Cabo Verde e a possibilidade de uma intervenção artificial. In: Cabo Verde : Boletim de Propaganda e Informação. - Ano I, nº 5, p. 5-8. 1950.
- Fonseca, H. - A problemática da energia eólica em Cabo Verde. Bol. de Cabo Verde. 1950
- Fonseca, H. - As crises de Cabo Verde e a chuva artificial. Garcia da Orta.1951
- Fonseca, H. - Análise das precipitações atmosféricas por meio do radar. Junta de Investigações do Ultramar.Editora Ministerio do Ultramar. 103 páginas. 1954.
- Fonseca, H. - Alguns aspectos do problema da modificação das nuvens pelo homem : chuva provocada e luta anti-granizo. Relatório de Estágio. Junta de Investigações do Ultramar. p. 103. Lisboa. 1954.
- Fonseca, H. - O aproveitamento da energia eólica em Cabo Verde. In: Cabo Verde.- Ano 6, nº 69, p. 26-32. 1955.
- Fonseca, H. - Fontes de energia em Cabo Verde e o seu uso no desenvolvimento económico das ilhas. In: Conferência Internacional dos africanistas ocidentais, Lisboa: Atica. - vol. 5, p. 165/1881956. 1956.
- Fonseca, H. - Contribuição para o estudo das manchas solares e a sua influência na chuva em Cabo Verde. In: Conferência internacional dos africanistas ocidentais : 6ª : 2º v. 1956.
- Fonseca, H. - As fontes de energia no arquipélago de Cabo Verde : possibilidades do seu aproveitamento na sua valorização económica. In: Conferência internacional dos africanistas ocidentais : 6ª : 5º v. 1956.
- Fonseca, H. - Sobre as crises de Cabo Verde durante os próximos 100 anos. In: Cabo Verde.- Ano 8, nº 85 (Out. 1956), p. 17-19.1956.
- Fonseca, H. - As crises de Cabo Verde e a chuva artificial. In: Garcia da Orta - Vol.IV, nº 1, p. 11-34. 1956.
- Fonseca, H. - Alguns aspectos da problemática da modificação artificial das nuvens. Junta de Investigações do Ultramar. 1957.
- Fonseca, H. - Viabilidade da estimulação da chuva em Cabo Verde – Vantagens e técnicas aplicáveis. Relatório à Junta de Investigações do Ultramar. 1957.
- Fonseca, H. - Bases cinemáticas e climatológicas para uma previsão a longo prazo das secas no Nordeste Brasileiro e em Cabo Verde. Relatório à Fundação Gulbenkian. 1957.
- Fonseca, H. - Considerações sobre os problemas de energia em regiões tropicais, Revista Cultura. 1958.
- Fonseca, H. - Modernas possibilidades e vantagens da captação da riqueza anemo-energética do litoral português em benefício da indústria de pesca. In: Boletim da Associação Industrial de Angola. - ano X, nº 37, p. 73-98. 1958.
- Fonseca, H. - A seca de 1959 – contribuição para a sua mitigação. Relatório para o Grupo de Trabalho do Governo de Cabo Verde. 1959.
- Fonseca, H. - Considerações sobre a problemática das crises em Cabo Verde. Revista da Junta de Investigações do Ultramar. 1960.
- Fonseca, H. - Sobre a influência do transporte eólico de materiais sólidos nas condições oceanográficas da região costeira de Angola. Comunicação apresentada ao V Congresso Nacional de Pesca. In: Boletim da Pesca.- ano XII, nº 70. p. 81-92. Lisboa. 1961.
- Fonseca, H. - Considerações em torno da problemática das crises de Cabo Verde. In: Garcia de Orta : revista da Junta das Missões Geográficas e de Investigações do Ultramar / Junta das Missões Geográficas e de Investigações do Ultramar. - Vol. 9, n.º 1, p. 17-26. 1961.
- Fonseca, H. - Contribuição para o estudo do problema bio-climático do milho em Cabo Verde. In: Cabo Verde : boletim de propaganda e informação. - Ano XIII, n.º 156, p. 44-57. 1962.
- Fonseca, H. - Contribuição para o estudo das grandes tempestades e inundações em Cabo Verde. Relatório à Brigada de Estradas, Governo de Cabo Verde. 1962.
- Fonseca, H. - Bases para o estudo da modificação da estrutura administrativa de Cabo Verde. In mensagem das forças vivas do Mindelo a S. Exª o Ministro do Ultramar. 1962.
- Fonseca, H. - Mensagem das forças vivas do Mindelo a sua Excelência o Ministro do Ultramar Professor Doutor Adriano Moreira.- Mindelo : Associação Comercial, Industria e Agrícola de Barlavento. - 33 p. 1962.
- Fonseca, H. - Contribuição para o estudo do mecanismo do tempo em Angola. Memória do Serviço Meteorológico de Angola (SMA). 1963.
- Fonseca, H. - Alguns aspectos da incidência das variações climáticas e oceanográficas na planificação da indústria da pesca. In: Cabo Verde. - ano XIV nº 9 - 165, p. 4/13. 1963.
- Fonseca, H. - Plano de criação de um Instituto Gulbenkian de Cabo Verde. Entregue à Fundação Calouste Gulbenkian como contribuição da visita do seu Presidente a Cabo Verde.
- Fonseca, H. - Princípio da Ensilagem Bioclimática natural em Cabo Verde.
- Fonseca, H. - Contribuição para o estudo da evolução agrária e climática de Cabo Verde do descobrimento à actualidade. 1964.
- Fonseca, H. - Contribuição para o estudo do aproveitamento racional da energia do vento no território nacional. Memória do SMA. 1964.
- Fonseca, H. - Evolução agro-pecuária de Cabo Verde. In: Geographica / dir. Raquel Soeiro de Brito. - Lisboa : Sociedade de Geografia de Lisboa. - Nº 10, p. 68-87. 1967.
- Fonseca, H. - Contribuição para o conhecimento da evolução climática da região Circum-Cabo-Verdiana. In: Geographica : revista da Sociedade de Geografia de Lisboa / direcção de Raquel Soeiro de Brito. - Ano III, n.º 11, p. 72-82. 1967.
- Fonseca, H. - Sobre um novo dispositivo de captação de energia do vento e sua aplicação à riqueza anemo-energética nacional - Barragem Anemomotriz. 1968.
- Fonseca, H. - Algumas implicações biometeorológicas no problema do trabalho. Segundas Jornadas de Engenharia e Arquitectura do Ultramar. 1969.
- Fonseca, H. - Alguns elementos meteorológicos de interesse para as redes de telecomunicações e electricidade de Angola. Memória do SMA. 1969.
- Fonseca, H. - Contribuições para o problema hidrológico do Distrito de Moçâmedes (agora Namibe). Memória do SMA. 1970.
- Fonseca, H. - A infraestrutura humana das actividades meteorológicas. Memória do SMA. 1970.
- Fonseca, H. - A calema na costa Angolana. Simpósio sobre Agitação Marítima. In: Revista de Angola: quinzenário ilustrado: - XII ano, nº 249, p. 17. Lisboa. 1971.
- Fonseca, H. - Contribuição para o conhecimento da Agitação Marítima na Faixa Costeira de Angola. Comunicação ao Simpósio sobre agitação Marítima. Lisboa. 1971.
- Fonseca, H. - A Meteorologia e a problemática humana do meio ambiente. Luanda. 1971.
- Fonseca, H. - Algumas considerações sobre a Tecno-Ciência Meteorológica e o Meio ambiente Humano. Memória do SMA. 1972.
- Fonseca, H. - Alguns aspectos do problema da poluição em ligação com os parâmetros meteorológicos e a circulação em geral. Memória do SMA. 1972.
- Fonseca, H. - Hora Legal - Implicações bio-meteorológicas no problema do trabalho. Terceiro Congresso Nacional de Prevenção de Acidentes de Trabalho e Doenças Profissionais. 1973.
- Fonseca, H. - 100 anos de Cooperação Internacional em Meteorologia. 1973.
- Fonseca, H. - Meteorologia e Turismo. Memória do SMA. 1974.
- Fonseca, H. - Aspectos da problemática nacional de uma informação para a inovação. Comunicação apresentada ao Simpósio da Ordem dos Engenheiros. 1980.
- Fonseca, H. - Subsídios para a história da evolução do problema das energias renováveis em Portugal até à crise energética. Revista Inventiva, nº 30/31, Abril/Setembro 1980.
- Fonseca, H. - Mobilização da massa cinzenta criativa nacional ou dependência, eis o drama nacional - CEE. in Revista Inventiva, nº 36, Outubro/Dezembro, 1981.